# Planety ve Hvězdné bráně

Diagram vysvětlující způsob výpočtu adresy hvězdné brány/planety ve vesmíru.

Toto je seznam planet z fiktivního světa Hvězdné brány. Sdružuje planety z těchto filmů a seriálů:
- Hvězdná brána (film, 1994)
- Hvězdná brána (seriál, 1997–2007)
- Hvězdná brána: Atlantida (seriál, 2004–2009)
- Hvězdná brána: Archa pravdy (DVD film, 2008)
- Hvězdná brána: Návrat (DVD film 2008)
- Hvězdná brána: Hluboký vesmír (seriál, 2009–2011)

Seznam nezahrnuje animovanou sérii Stargate Infinity, která není považována za oficiální.
Hlavním záměrem světa Hvězdné brány bylo objevování a průzkum planet skrz mimozemské zařízení zvané "hvězdná brána" (v naší galaxii známé hlavně jako Sha'pa'ai, v galaxii Pegasus poté převážně jako Kruh Předků). Velká část těchto planet je obývána lidskými kulturami pocházejícími ze Země, a to hlavně přičiněním Goa'uldů v naší galaxii, a Antiků v galaxii Pegasus.

## Velitelství Hvězdné brány (SGC)
Z počátku, ihned po založení programu SGC byly vysílány průzkumné týmy s označením SG. Ty zpravidla na cizí planetu předcházelo průzkumné zařízení zvané MALP, které mělo vyhodnotit bezpečí na planetě, atmosféru nebo přítomnost zařízení DHD. Po několika letech, kdy Země čelila útokům nejen ze strany Goa'uldů, bylo nutností začít stavět také vesmírné lodě. I ty později víceméně posloužily k průzkumu cizích planet.

## Hvězdná brána
Hvězdná brána je zařízení, které vytvoří červí díru směrovanou k jiné hvězdné bráně. K tomu slouží sedmimístná adresa planety, která je počítána podle hvězd. Šest z těchto sedmi míst připadají na lokaci planety ve vesmíru, sedmé je poté výchozím bodem z planety, kterou cestovatel opouští. Hvězdná brána je však schopna vytočit až devítimístnou adresu. Pokud má adresa brány osm symbolů, je poté sedmý symbol odkazem do jiné části vesmíru, zpravidla do jiné galaxie, a osmý je poté výchozím bodem. Adresa s devátým symbolem vede na Antickou loď Destiny, která se nachází velmi daleko (několik miliard světelných let) ve vesmíru a nelze se na ni dostat jinak. Poprvé byla tato adresa použita v prvním díle seriálu Hvězdná brána: Hluboký vesmír.

## Jména planet
Ne všechny planety navštěvované SG-týmy jsou obydlené, některé jsou dokonce již neobyvatelné. Pokud průzkumníci na cestě narazí na osadu či dokonce město, je zpravidla řečeno jméno planety, nebo je odvozeno z názvu místních obyvatel. Velmi často jsou také planety ze světa Hvězdné brány nazývány pozemšťany jejich alfanumerickými kódy, které vytváří počítač vypočítávající jejich adresy. Takové kódy mají poté většinou šest míst, v polovině jsou odděleny pomlčkou, a začínají písmeny "P" nebo "M". Takový kód tedy vypadá takto: Pxx-xxx nebo Mxx-xxx. Písmena "P" je využíváno v naší galaxii, písmena "M" poté většinou v galaxii Pegas. Ale název začínající písmenem "M" se objevil i v naší Galaxii a to u měsíce M4C-862 obíhajícího kolem plynného obra. Jedna z planet v naší Galaxii však měla na prvním místě i písmenko "B", jehož účel není znám, další planeta v naší Galaxii začíná na písmeno K (KS7-535 – na tuto zmrzlou planetu byl poslán Anubis v ruském vojákovi plukovníkovi Alexi Vaselov).
V epizodě Lost city bylo také zmíněno, že Antikové jednotlivým symbolům na bráně přiřadili i výslovnost a od toho odvozovali názvy planet. Na takováto jména planet v seriálů lze narazit jen vzácně a navíc producenti si zřejmě nelámali hlavu s tím, aby si u jednotlivých názvů odpovídajících adres výslovnosti souhlasily.

## Galaxie
Zatím byly navštíveny planety v šesti galaxiích:
- Mléčná dráha – naše galaxie
- Ida – galaxie, ze které pocházejí Asgardové
- Pegasus – galaxie, ve které se odehrává seriál Hvězdná brána: Atlantida. V této galaxii bylo nalezeno město Antiků, Atlantida (Atlantis). Toto město se před tisíciletími nacházelo na Zemi, avšak Antikové s ním odletěli právě do této galaxie. SGC poté vrátilo Atlantidu zpět na Zem.
- nepojmenovaná – galaxie, ve které žili Oriové
- nepojmenovaná – galaxie, ve které se odehrává první série seriálu Stargate Universe.
- nepojmenovaná – galaxie, do které se dostala Destiny na konci první série SGU.

Po výbuchu planetární soustavy Vorash byli dvě goa'uldské mateřské lodě zaneseny do velmi vzdálené galaxie. Nalezli zde hvězdu typu modrý obr, ale nenavštívili zde žádnou planetu, jen se střetli s lodí replikátorů.

## Galaxie Mléčná dráha
- Planety či měsíce, které byly zcela zničeny, jsou vyznačeny kurzívou.

| Planeta                    | Kódové označení | Adresa hvězdné brány | Poznámky |
| -------------------------- | --------------- | -------------------- | --- |
| Abydos                     |                 |                      | Domovská planeta Abydosanů, primitivní lidské civilizace, derivované z pozemských staroegypťanů. První planeta navštívená SG – týmem. |
| Adara II                   |                 |                      | Nacházela se zde tajná asgardská laboratoř kde pracoval Heimdall. Této planety se chtěl zmocnit Anubis, jenže přiletěla Asgardská flotila a zahnala ho pryč (konec páté řady). |
| Alaris                     |                 |                      | Planeta, kam byla otevřená červí díra když Jack a Teal'c hráli golf. |
| Altair                     | P3X-989         |                      | Domovská planeta Altairanů. |
| Amra                       |                 |                      | Domovská planeta Amranů. |
| Ardena                     |                 |                      | Nová domovská planeta druhu Talthusanů, kam se evakuovali z planety Talthus. |
| Argos                      | P3X-8596        |                      | Domovská planeta Argosanů. Zde plukovník Jack O'Neill zestárl na více než sto let vlivem nanitů, kteří se dostali do jeho těla. |
| Aschen                     | P4C-970         |                      | Domovská planeta Ashenů. |
| Bedrosia / Optrica         | P2X-416         |                      | Domovská planeta Bedrosianů a Optricků. |
|                            | BP6-3Q1         |                      | Vyhubená vyspělá planeta, kdysi domov lidské kultury, dnes obřích brouků, která napadli Teal'ca a přeměnili jeho DNA. |
| Burrockova planeta         |                 |                      | Planeta s předindustriální lidskou civilizací, která cestuje bránou na planetu P3X-888, kde unáší primitivní Unase, a ty poté na své planetě používají jako otroky. |
| Cal Mah                    |                 |                      | Planeta, kde K'tano formoval jaffské rebely. Později se ukázalo, že je to Goa´uld Imhotep, který zradil svého pána vládce soustavy Ti. |
| Camelot                    | PX1-767         |                      | Planeta, na které nějakou dobu žil Antik Merlin. Byla také domovem krále Artuše a jeho rytířů kulatého stolu (devátá řada). |
| Cartago                    | P3X-1279        |                      | Domovská planeta Byrsů. Tuto planetu navštívila SG-1 v epizodě cor-ai a soudili tu Teal'ca za zabití otce jednoho obyvatele. |
| Castiana / Taoth Vaclarush |                 |                      | Jedna ze tří planet, kde Artuš a jeho rytíři hledali Svatý grál. |
| Cerador                    |                 |                      | Planeta kde Anubis napadl základnu vládkyně soustavy Kálí a zničil jí dvě mateřské lodě. |
| Chulak                     |                 |                      | Domovská planeta Apophisových jaffů, tedy i Teal'ca. Poté, co byla osvobozena od Goa'uldů, zaútočili na ni Oriové (desátá řada). Chulak je hornatá planeta s hojnými jehličnatými lesy, obíhá kolem dvou hvězd. |
| Cimmeria                   | P3X-974         |                      | Domovská planeta Cimmerianů, které ochraňovali Asgardové pomocí Thórova kladiva, které muselo být pro záchranu Teal´ca zničeno. Asgardi tam později dali nové s výjimkou pro Teal´ca. |
| Cor'ak                     |                 |                      | Planeta kde Teal'c pod Apophisovým velením napadl Arkada a zničil celou populaci. |
| Dakara                     |                 |                      | Kdysi antická planeta, poté zabraná několika Goa'uldy. Na této planetě byli poprvé implantováni Goa'uldští symbionti do Jaffů. Pro jaffy je Dakara posvátné místo. Zde byli poraženi Goa'uldi a nacházela se tu mocná antická zbraň, která zničila replikátory. Po porážce Goa'uldů se na čas stala centrem Jaffské říše. Planeta byla zdevastována Orii.                                                                                          |
| Dar Eshkalon               |                 |                      | Neobydlená planeta, kde se konala konference mezi vůdci jaffských rebelů. Toto rokování bylo sabotováno. |
| Delmak                     |                 |                      | Vyspělá planeta, kterou poté napadl Goa'uld Sokar a anektoval ji. Po smrti Sokara zabral planetu Apophis, a poté Anubis. |
| Edora                      | P5C-768         |                      | Domovská planeta Edoranů, primitivní lidské kultury. V době přítomnosti SG-1 dopadl na povrch asteroid a Jack O'Neill zde byl na tři měsíce "uvězněn". |
| Entac                      |                 |                      | Primitivní planeta, na které podle Tok'ry Martoufa sídlilo tokerské hnutí odporu. Byla to však lest, kterou oklamal Apophise. |
| Erebus                     |                 |                      | Planeta, na které byly jaffskými vězni opravovány Goa'uldské mateřské lodě. Na této planetě bývá intenzivní horko z podzemních vulkanických systémů a jedovaté plyny. |
| Euronda                    |                 |                      | Domovská planeta Euronďanů a „Ploditelů“ (jak je nazývají Euronďané), dvou válčících lidských kultur. Z velké části již byla zdevastována ve válce a atmosféra je tam nedýchatelná a toxická. |
| Galar                      |                 |                      | Domovská planeta Galaranů, vyspělé kultury pod ochranou Asgardů. |
| Goronak                    |                 |                      | Planeta kde rebelští jaffové bojovali s vojsky Goa'ulda Molocha. |
| Hadante                    |                 |                      | Planeta užívaná lidskou kulturou Taldoranů jako vězení. Není zde DHD. Neprávem sem byl odeslán tým SG-1. |
| Hak'tyl                    |                 |                      | Planeta Jaffských žen Goa'ulda Molocha, které uprchli z jeho panství a zachraňují odtamtud Jaffské dívky před upálením na jeho příkaz. |
| Hanka                      | P8X-987         |                      | Primitivní lidská planeta, v jejíž blízkosti se začala tvořit černá díra. Goa'uld Nirrty vyhubila celé obyvatelstvo. Přežila jen dívka jménem Cassandra. |
| Hebridan                   | P4X-131         |                      | Domovská planeta Hebriďanů a Cerakýnů, vyspělejších než Země. |
| Heliopolis                 | PB2-908         |                      | Planeta, která byla v minulosti užívána k setkáním členů Aliance čtyř ras. Nacházel se zde portál se všemi jejich vědomostmi, avšak celý chrám včetně hvězdné brány byl pohřben v oceánu. Na tuto planetu se dostal Ernest Littlefield při prvních pokusech s bránou. DHD zde bylo rozbité, a proto tam zůstal uvězněn. SG-1 využila energie blesku k vytvoření červí díry.                                                                        |
| Icarus                     | P4X-351         |                      | Icarus je planeta vzdálená 21 ly od Země. Z této planety byla poprvé lidmi zadána adresa Destiny. Planeta je zvláštní tím že jádro tvoří převážně Naquadria, což dělá planetu jednou z mála planet v celém vesmíru, odkud lze vytočit Destiny, neboť kvůli obrovské vzdálenosti, kterou musí červí díra překlenout je potřeba veliké množství energie, kterou může dodat právě naquadriové jádro. Planeta byla zničena po útoku Luciánské aliance. |
| Jebanna                    |                 |                      | Planeta která byla často navštěvována Goa'uldy za účelem získávání hostitelů. |
| Juna                       | P3X-729         |                      | Planeta s primitivní lidskou kulturou, původně ovládaná Goa'uldem Heru'urem, poté Kronosem. |
| K'Tau                      | P39-865         |                      | Planeta s lidskou kulturou, kterou chránili Asgardové. |
| Kallana                    |                 |                      | Planeta obydlená bývalými jaffy Goa'ulda Kronose. Byla zničena při stavbě první orijské superbrány. |
| Katana                     |                 |                      | Planeta, kde v minulosti obchodovala Vala Mal Doran. |
| Kheb                       | P9C-292         |                      | Duchovní planeta, která je pro jaffy posvátným a legendárním místem. SG-1 se zde poprvé setkala s antickou ženou nazývanou Oma Desala. |
| Kresh'ta                   |                 |                      | Planeta, kde se setkali vůdci jaffských rebelů. Jejich setkání bylo napadeno Goa'uldy. |
|                            | KS7-535         |                      | Ledová planeta, kam odešel plukovník Veselov, ve kterém se nacházel Anubis. |
| Langara                    | P9Y-4C3         |                      | Domovská planeta Langaranů a Jonase Quinna. Je rozdělena na tři válčící městské státy. Jonas je z Kelowny. |
| Latona                     | P2A-018         |                      | Domovská planeta lidské kultury, kterou ochraňovalo antické zařízení nazývané Strážce. |
|                            | M4C-862         |                      | Měsíc vzdálený 42 000 světelných let od Země, domov podivné světélkující formy života. |
| Madrona                    | PX7-941         |                      | Domovská planeta primitivních Madroňanů. Počasí na planetě bylo ovládáno mimozemskou technologií zvanou Svatý kámen. |
| Marloon                    |                 |                      | Martouf přirovnával Roshiny oči k oceánům na této planetě. |
| Meronat                    |                 |                      | Planeta se dvěma slunci, kterou v minulosti navštívili Jasec a jeho dcera Vala Mal Doran. |
| Nassya                     | P3X-382         |                      | Domovská planeta primitivní lidské kultury Nassyánů, kteří byli napadeni Goa'uldy, a SGC je evakuovalo na jinou planetu. |
| Oran                       |                 |                      | Domovská planeta Oranianů. |
| Orban                      |                 |                      | Domovská planeta vyspělé lidské kultury Orbánců, jejichž život značně ulehčuje nanotechnologie a naquadah. |
|                            | P1-269          |                      | Planeta viděná na skleněné mapě v epizodě Nepřítel je uvnitř. |
|                            | P2A-347         |                      | Planeta, na které ztroskotala evakuační loď z planety Talthus. |
|                            | P2A-870         |                      | Svět, kam přeskočila červí díra poté, co se na Zemi povedlo výbuchem odklonit červí díru na planetě s černou dírou (P3W-451). |
|                            | P2R-866         |                      | |
|                            | P2X-338         |                      | Planeta s babylonským zikkuratem, kde byl uvězněn Goa'uld Marduk v místním druhu zvířat. |
|                            | P2X-555         |                      | Původní cíl týmu SG-1 v epizodě "Rok 1969", vlivem sluneční erupce se SG-1 dostala do roku 1969. |
|                            | P2X-885         |                      | planeta, ze které se vrátili plukovník Barnes a poručík Fischer v epizodě Čtvrtý jezdec apokalypsy |
|                            | P3-110          |                      | Planeta viděná na skleněné mapě v epizodě Nepřítel je uvnitř. |
|                            | P3-575          |                      | Planeta zmiňovaná jako možný cíl první cesty SG-1, stejně jako P3A-577. |
|                            | P34-353J        |                      | Nacházela se zde základna Tok'rů. |
|                            | P3A-577         |                      | Planeta zmiňovaná jako možný cíl první cesty SG-1, stejně jako P3-575. |
|                            | P3R-233         |                      | Planeta, kde bylo nalezeno kvantové zrcadlo. Původně vyspělá civilizace zničená Goa'uldy. V paralelním vesmíru dostal Daniel Jackson varování před blížícími se loděmi Goa'uldů. |
|                            | P3R-272         |                      | Planeta, kde byla nalezena první antická pokladnice vědomostí. |
|                            | P3S-114         |                      | Planeta ovládaná Ba'alem a řízená Zarin, tokerskou informátorkou. |
|                            | P3S-452         |                      | Goa'uldská planeta, kam generál Bauer vyslal SG-1 získat naquahdah. |
|                            | P3W-451         |                      | Planeta, jejíž slunce bylo vtaženo do černé díry. |
|                            | P3K-546         |                      | Planeta, kam cestovala SG-1 na konci filmu Hvězdná brána: Archa pravdy |
|                            | P3X-116         |                      | Planeta, kde Teal'c pomstil smrt Shau'nac, a zabil Goa'ulda Tanitha. |
|                            | P3X-118         |                      | Planeta, ze které patrně pocházeli mimozemšťané z epizody Nouzová situace, kteří skrze hvězdnou bránu napadli Zemi. |
|                            | P3X-234         |                      | Planeta, kam utekl tým SG-1 před replikátory z asgardské lodi Biliskner. |
|                            | P3X-421         |                      | První planeta, kterou v galaxii Mléčná dráha navštívil orijský převor. |
|                            | P3X-439         |                      | Planeta, kde byla nalezena druhá antická pokladnice vědomostí. |
|                            | P3X-513         |                      | Planeta s vysokým stupněm ultrafialového záření, kde se kapitán týmu SG-9, Jonas Hanson prohlásil za boha. |
|                            | P3X-562         |                      | Domovská planeta krystalické formy života, z velké části vyhubená Goa'uldy. |
|                            | P3X-584         |                      | Planeta, kde SG-1 nalezla Khaleka, superčlověka, uměle vyrobeného Anubisem. |
|                            | P3X-595         |                      | |
|                            | P3X-774         |                      | Domovská planeta Noxů. |
|                            | P3X-866         |                      | Vodní planeta, pravděpodobně domov mimozemského druhu Oannes. |
|                            | P3X-888         |                      | Původní planeta Goa'uldů a Unasů, zkoumaná SG-1. |
|                            | P3X-984         |                      | První pozemské stanoviště Alfa, které bylo opuštěno poté, po se Anubis dozvěděl o jeho umístění z paměti Jonase Quinna. |
|                            | P3Y-229         |                      | Planeta zničená Orii. |
|                            | P4G-881         |                      | |
|                            | P4M-399         |                      | Malá planeta na okraji galaxie Mléčná dráha, odkud SG-6 vyslala varování na loď Daedalus, která ho poté předala na Atlantis. |
|                            | P4X-233         |                      | Planeta, kde SG týmy našli goa'uldskou transportní platformu. |
|                            | P4X-639         |                      | Planeta, kde Antikové postavili zařízení pro cestování časem, zařízení, které poté uzamklo mnoho planet do časové smyčky. |
|                            | P4X-650         |                      | Planeta, kde se nacházelo třetí pozemské stanoviště Alfa. |
|                            | P4X-884         |                      | Planeta s paranoidním obyvatelstvem, kde byla do mozků SG-1 implantována umělá intelignece URGO. |
|                            | P5-9950         |                      | Planeta viděná na skleněné mapě v epizodě Nepřítel je uvnitř. |
|                            | P5C-353         |                      | Planeta, která se již dávno stala neobyvatelnou. Její obyvatelé svá vědomí uzavřeli do orbu, a poté se na Zemi snažili dostat do lidských těl. |
|                            | P5S-117         |                      | Jeden z Ba'alových dolů na naquahdah. |
|                            | P63-2031        |                      | Planeta, kde se shromažďovali reetští rebelové. |
|                            | P6X-437         |                      | Planeta, kde tým SG-3 kontaktoval orijský převor a měl zprávu pro SGC. |
|                            | P7S-441         |                      | Planeta, kde se SG-1 setkala s příslušníkem rasy Reol. |
|                            | P7X-377         |                      | Planeta, kde byla nalezena obrovská mayská pyramida a křišťálová lebka. SG-1 se zde také setkala s příslušníkem druhu, který podle všeho válčil s Goa'uldy. |
|                            | P8X-412         |                      | Planeta, kde měl Goa'uld Qetesh naquahdahový důl. |
|                            | P9C-372         |                      | |
|                            | P9G-844         |                      | Domovská planeta legendární skupiny Jaffů nazývanou Sodan. |
|                            | P9J-333         |                      | |
|                            | P9X-391         |                      | Planeta, kde tým SG-1 nalezl antické zařízení, které způsobilo, že tvorové žijící v jiných dimenzích byli viditelní i v naší dimenzi. |
| Pangar                     |                 |                      | Domovská planeta Pangaranů, lidské kultury, která věznila legendární tokerskou královnu Egerii. |
|                            | PB5-926         |                      | Planeta, kde Apophis ztroskotal v letounu. |
|                            | PJ2-445         |                      | Planeta, kde žije primitivní mimozemský druh v symbióze se zdejší flórou. |
| Praxyon                    |                 |                      | Planeta, kde se nacházelo zařízení, pomocí kterého Ba'al cestoval v čase ve filmu Hvězdná brána: Návrat. |
| Proclarush                 |                 |                      | Vulkanická planeta obíhající červeného obra, kde na Antické základně zvané Taonas získala SG-1 ZPM pro antickou základnu v Antarktidě. |
|                            | PX3-595         |                      | Domovský svět Tiernodů, primitivní severské kultury, chráněné Asgardy. |
|                            | PX9-757         |                      | Planeta, kde Apophis budoval nový typ mateřské lodi. |
|                            | PXY-887         |                      | Planeta obývaná primitivním indiánským lidem, které ochraňovali mimozemšťané, kteří si říkali Duchové. |
|                            | PY3-948         |                      | Planeta sloužící jako centrum goa'uldské skupiny Linvers, kteří byli vyhubeni virem který vytvořil Ma'chello. |
| Reetalia                   |                 |                      | Domovský svět mimozemského druhu Reetou. |
| Revanna                    |                 |                      | Hlavní základna Tok'rů poté, co byl zničen Vorash. Byla napadena Goa'uldem Zipacnou, který v té době sloužil Anubisovi. |
| Rolan                      |                 |                      | Planeta v blízkosti místa, kde SG-1 zničila transport Lucianské aliance, který převážel dodávku kassy. |
| Sahal / Valos Cor          |                 |                      | Jedna ze tří planet, kde Merlin a jeho rytíři hledali Svatý grál. |
| Sartorus                   |                 |                      | Planeta Jaffů, kde orijský převor způsobil zemětřesení, aby je donutil uznávat orijský Počátek. |
| Selenis                    |                 |                      | Planeta, u které Qetesh napadla Ba'alovu flotilu. |
| Serita                     |                 |                      | Planeta v blízkosti Tollanu, které Tollánci dali k dispozici technologii, pomocí které se Seriťané později zničili. |
| Serras-Dia                 |                 |                      | Planeta, kde se Jacec a jeho dcera Vala Mal Doran v minulosti ukrývali. |
| Simarka                    | P3X-593         |                      | Domovská planeta primitivní lidské kultury Shavadaiů. |
| Tagrea                     |                 |                      | Domovská planeta vyspělejší lidské kultury Tagreanů. |
| Talthus                    |                 |                      | Původní domovská svět Talthusanů, který byli nuceni opustit, protože se dostal do fáze, kdy už se stával neobyvatelným. |
| Tartarus                   |                 |                      | Planeta, kde si Anubis zřídil svou hlavní základnu, a kde vyráběl Kull bojovníky. |
| Tegalus                    |                 |                      | Planeta, kde proti sobě bojují dva státy, Rand a Caledonia, z nichž jeden z nich dostal převahu v orijské technologii, když uznal učení Počátku. |
| Tichenor                   |                 |                      | Planeta, na jejímž třetím měsíci se setkal Jacob/Selmak s Rak'norem a Teal'cem. |
| Tokerský svět              |                 |                      | Nový domovský svět Tok'rů ve filmu Hvězdná brána: Návrat, kde byla provedena poprava posledního vládce soustavy, Ba'ala. |
| Tollan                     | P3X-7763        |                      | Původní planeta Tollanů, která se stala nestabilní po výbuchu blízké planety Serita. Tolláni byli evakuováni na planetu Tollana. |
| Tollana                    | P4X-377         |                      | Nový domovský svět Tollánů, který byl nedlouho poté, co ho obydleli napaden Goa'uldy. |
| Vagonbrei / Verus Gen Bree |                 |                      | Jedna ze tří planet, kde Merlin a jeho rytíři hledali Svatý grál. Její obyvatelé byli vyhubeni virem. |
| Valon                      |                 |                      | Planeta, kde měl Goa'uld Ti tajnou základnu. |
| Velona                     | P3X-636         |                      | Domovská planeta zaniklé kultury Veloňanů. Antik jménem Orlin jim dal zbraň na obranu proti Goa'uldům, což se ostatním Antikům nelíbilo. Planetu si poté obyvatelé sami zničili. |
| Vis Uban                   | P4T-3G6         |                      | Planeta, kde Antikové začali budovat velké město, ale nakonec ho byli nuceni opustit kvůli vypuknutí neznámé nemoci. Daniel Jackson se zde zhmotnil poté, co byl vyhnán Antiky. |
| Volia                      | P3A-194         |                      | Domovský svět lidské kultury Volianů, kteří začali obchodovat s Ascheny. |
| Vorash                     |                 |                      | Bývalá základna Tok'rů. Planeta i celá planetární soustava byla zničena. |
| Vyus                       | P2Q-463         |                      | Domovská planeta Vyusanů. |
| Země (Tau'ri)              |                 | 03                   | Domovská planeta Pozemšťanů a původní planeta všeho Lidstva, hlavní planeta Antiků po dobu jejich pobytu v naší galaxii. Také se zde nacházelo Antické město Atlantida . |
| Země světla                | P3X-797         |                      | Primitivní, krásná a přátelská planeta, která byla napadena virem, který pozemští vědci zneškodnili. Obyvatelé jsou potomky Mínojské civilizace. |

## Galaxie Pegasus
- Planety či měsíce, které byly zcela zničeny, jsou vyznačeny kurzívou.

| Planeta   | Kódové označení | Adresa hvězdné brány | Poznámky |
| --------- | --------------- | -------------------- | --- |
| Asura     | M7R-227         |                      | Domovská planeta Asuranů. Zničena v bitvě. |
| Athos     |                 |                      | Domovská planeta Athosianů. |
| Balar     |                 |                      | Domovský svět Balaranů. |
| Belkan    |                 |                      | Domovský svět Belkanů. |
| Belsa     |                 |                      | Planeta, kam odešlo několik přeživších Sateďanů. |
| Dagan     |                 |                      | Domovská planeta Daganianů. Jedna z bývalých základen Antiků. Nacházelo se zde ZPM. |
| Doranda   |                 |                      | Planeta, kde před tisíci lety postavili Antikové mocnou zbraň, která byla z povrchu schopna sestřelovat wraithské lodě. Planeta byla obývána Doranďany, blíže nespecifikovanou technologicky vyspělou kulturou. Planeta byla spolu s celou její planetární soustavou zničena při pokusu Rodneyho McKaye opět zbraň aktivovat. |
| Edowin    |                 |                      | Planeta, na jejíž oběžné dráze se navzájem zničily dvě wraithské mateřské lodě. |
| Hoff      |                 |                      | Domovská planeta Hoffanů, lidské civilizace která vyvíjela způsob jak odolat Wraithům. Jejich odhodlání je nakonec vyhubilo. |
| Jenev     |                 |                      | Planeta, jež byla obydlená, ale její obyvatelé nechtěli mít s lidmi z Atlantis nic společného. |
| Lantea    | ATL-984         |                      | Planeta, na které nalezli pozemšťané město Atlantida. Je z většiny pokrytá oceánem, ale má i malé kousky pevniny. Žijí zde vodní savci. |
| Latira    |                 |                      | Planeta, která byla zmíněna v epizodě Inkvizice. |
|           | M12-578         |                      | Jedna z planet, kam se mohlo přemístit město Atlantida z planety Lantea. |
|           | M1B-129         |                      | Planeta, kde bylo nalezeno wraithské zařízení způsobující halucinace. |
|           | M1K-177         |                      | Planeta, která byla pod kontrolou rasy Genii. Epizoda Převrat |
|           | M1K-439         |                      | „Planeta vodopádů“, jak ji nazval poručík Aiden Ford. |
|           | M1M-316         |                      | Planeta předpokládaná jako možná pro vytvoření stanoviště Alfa. Zamítnutá kvůli formě života podobné tyranosaurovi. |
|           | M2R-441         |                      | Planeta, kde se Wraith jménem Todd setkal s týmem z Atlantis. |
|           | M2S-181         |                      | Planeta, na které podplukovník John Sheppard navštívil vesnici Croya, podle vizí Teyly. Ukázalo se, že je to past nastražená Wraithem Michaelem. Epizoda Příbuzní 1.část |
|           | M2S-445         |                      | Planeta, kam chtěl Wraith jménem Michael přivézt Teylu. Záchranný tým sem však dorazil dříve a dostal se do pasti. |
|           | M33-985         |                      | Planeta, na které byla vesnice infikována nemoci podobné chřipce. Epizoda Stopař |
|           | M34-227         |                      | Planeta, na které Asurané naklonovali Elizabeth Weirovou. |
|           | M35-117         |                      | Planeta, na které přistálo město Atlantis poté, co byli kvůli Asuranům nuceni opustit planetu Lantea. |
|           | M3A-716         |                      | Planeta v blízkosti galaktického mostu hvězdných bran. |
|           | M3B-242         |                      | Planeta v blízkosti galaktického mostu hvězdných bran. |
|           | M3D-293         |                      | Planeta v blízkosti galaktického mostu hvězdných bran. |
|           | M3E-265         |                      | Planeta v blízkosti galaktického mostu hvězdných bran. |
|           | M3R-428         |                      | Planeta s nepoužívanou hvězdnou bránou na orbitě, která byla poté použita jako článek v galaktickém mostu hvězdných bran. |
|           | M3X-387         |                      | Domov krystalické formy života, která dokázala zabíjet skrze násilné sny. |
|           | M44-5YN         |                      | Planeta, na které měla základna Atlantis expedici. Planeta prochází globálním oteplováním. Brána byla zaplavena, expedice patrně zahubena a Sheppardův tým zde na několik hodin uvíznul. |
|           | M4F-788         |                      | Neobydlená planeta, součást galaktického mostu hvězdných bran, ze které Wraithové podnikli útok na stanici Midway. |
|           | M4H-212         |                      | Planeta předpokládaná jako možná pro zřízení stanoviště Alfa. Zamítnutá kvůli aktivitě Geniiů. |
|           | M4S-587         |                      | Planeta, na které John Sheppard a Evan Lorne čekali na setkání s Genii. Epizoda Poslední muž |
|           | M4X-337         |                      | Planeta, kam byla poslána energetická bytost, která byla tisíce let uvězněná v zařízení na Atlantis. |
|           | M5R-179         |                      | Planeta, kterou vytáčel John Sheppard a jeho tým, když chtěli kontaktovat Daedalus v epizodě První kontakt |
|           | M5S-224         |                      | Domovská planeta podivné "mlhové" formy života. |
|           | M5S-768         |                      | Planeta, jejíž populace byla vyhubena Asurany, kteří se tak snažili zničit všechnu potravu Wraithům. |
|           | M5V-801         |                      | Planeta, kterou navštívili Dr. Jennifer Kellerová a Dr. Rodney McKay v epizodě Trojice |
|           | M65-PL8         |                      | Planeta, na kterou odešel Lucius Lavin v epizodě Bezohledný hrdina. |
|           | M6H-491         |                      | Planeta, na které se Sheppardův tým poprvé setkal s Luciusem Lavinem. |
|           | M6H-987         |                      | Planeta, na které byla umístěna výzkumná základna Antika Januse. |
|           | M6R-214         |                      | Planeta, v jejíž blízkosti zničili Wraithové asuranskou loď. |
|           | M6R-125         |                      | Planeta v blízkosti mostu hvězdných bran. |
|           | M6R-214         |                      | Planeta, kterou prozkoumával tým majora Dorseyho v epizodě Ztráta paměti a zkoumal pozůstatky části lodí nad planetou. |
|           | M6R-867         |                      | Zničená planeta, kde Geniiové nastražili na SG týmy spoustu pastí. |
|           | M72-656         |                      | Planeta, kterou zkoumali major Evan Lorne a jeho tým v epizodě Rodneyho povznesení a dostali se do přestřelky s asi 20 ozbrojenými útočníky. |
|           | M7G-677         |                      | Planeta obývána lidskou kulturou dětí. Tisíce let je ochraňovalo antické EM pole. Nacházelo se zde ZPM. |
|           | M85-393         |                      | Planeta předpokládaná jako jedna z možností pro zřízení stanoviště Alfa. Zamítnutá kvůli vysokým denním teplotám. |
|           | M8G-352         |                      | Planeta, kterou navštívil Sheppardův tým v epizodě Nechtěné děti. |
|           | M8R-169         |                      | Planeta kterou pokrývá ledový oceán. |
|           | M9R-373         |                      | Planeta, ze které Sheppardův tým evakuoval obyvatele v epizodě Všechny mé hříchy budou vzpomenuty. |
| Manaria   |                 |                      | Domovská planeta Manarianů. |
| New Athos |                 |                      | Nová planeta Athosanů, kam byli evakuováni z Atlantis. |
| Olesia    |                 |                      | Domovská planeta Olesianů, lidské kultury, která měla s Wraithy smlouvu. Jejich brána byla umístěna na vězeňském ostrově. |
|           | P3M-736         |                      | Planeta s vysokou hladinou ultrafialového záření, kde Ronon Dex zajal Shepparda a Teylu. |
| Proculus  |                 |                      | Planeta obývaná lidskou kulturou a chráněná antickou ženou Chayou Sar, která sem byla za trest poslána Antiky, aby planetu navždy chránila. |
| Sarif Sur |                 |                      | Zničená planeta, kde Ronon spolupracoval se Sateďanem Tyrem. |
| Sateda    | P3R-534         |                      | Domovská planeta Sateďanů, tedy i Ronona Dexe. Byla zničená ve válce s Wraithy. |
| Talus     |                 |                      | Planeta kdysi patrně obývaná Antiky. Nachází se zde zařízení emitující záření, které blokuje symptomy nemoci, v galaxii Pegasus známé jako "druhé dětství". Sheppardův tým sem vzal Rodneyho McKaye, který na tuto nemoc umíral. Na této planetě zemřel Rononův dědeček.                                                      |
| Taranis   |                 |                      | Domovský svět Taranisanů. Planeta byla dříve antickou základnou, a pod zemí byla zanechána válečná loď, nazývaná později Orion. Planeta byla postižena silnou sopečnou činností a byla evakuována. |
| Thenora   |                 |                      | Planeta, kterou Rodney McKay prozkoumává v epizodě Duet. |
| Vadeena   |                 |                      | Domovská planeta Vedeeňanů, lidu Davose, jenž měl schopnost vidět střípky z budoucnosti. Tím dlouho chránil svou vesnici před Wraithy, a nakonec pomohl i lidem z Atlantis. |

## Galaxie Ida
- Planety či měsíce, které byly zcela zničeny, jsou vyznačeny kurzívou.

| Planeta | Označení SGC | Adresa hvězdné brány | Poznámky |
| ------- | ------------ | -------------------- | --- |
| Halla   |              |                      | Asgardská planeta, dávno opuštěná. Byla použita jako místo, kam Asgardé nalákali všechny replikátory, a poté planetu uzamknuli zařízením na dilataci času. Planeta byla nakonec zničena, replikátoři z ní však unikli ve vytvořené lodi a napadli i Thora, kterého málem zabili. |
| Orilla  |              |                      | Nový domovský svět Asgardů, kam se přestěhovali z planety Othala, kterou museli opustit kvůli replikátorům. Planeta byla bohatá na neutronium. Orillu zničili sami Asgardé, pravděpodobně byli v té době všichni přítomni na povrchu.                                            |
| Othala  |              |                      | Původní domovská planeta Asgardů, kterou byli nuceni opustit poté, co již nebylo možné zadržovat útoky replikátorů. |

## Orijská Galaxie
| Planeta  | Kódové označení | Adresa hvězdné brány | Poznámky |
| -------- | --------------- | -------------------- | --- |
| Celestis |                 |                      | Domovská planeta Oriů v jejich galaxii. Původně na této planetě žili i předkové Antiků, Alterané, možná proto si zde, na pláních Celestis postavili Orijové svůj palác. Nachází se zde vesnice Ver Eger. |
| Ver Isca |                 |                      | Planeta obydlená lidskou civilizací, zotročenou Orii. |

## Galaxie z 1. sérieStargate Universe
Planety v této kategorii jsou zatím označovány pouze neoficiálním kódem. Pro žádnou planetu v této galaxii nebylo dosud použito žádné jméno. Planety je označovány SGU xxx (z čehož SGU je zkratkou pro seriál Stargate Universe, a poté následuje trojciferné číslo. První označuje číslo série, následující dvě poté číslo epizody.Pokud bylo v epizodě planet více, bude označena ještě dodatečným písmenem podle abecedy za trojčíslím
| Planeta | Kódové označení | Adresa hvězdné brány | Poznámky |
| ------- | --------------- | -------------------- | --- |
| Destiny |                 | ---                  | Nejedná se o planetu, nýbrž o vesmírnou loď |
|         | SGU-103         |                      | Pouštní planeta. Byla první planetou v této galaxii, kterou navštívili lidé ze Země, kteří uvízli na antické lodi Destiny. Hledali zde látku, která by mohla sloužit jako filtry k výrobě vzduchu. Žije zde podivná, nehumanoidní forma života, která se nepozorovaně dostala na palubu Destiny, a později spotřebovávala zásoby vody. |
|         | SGU-104         |                      | Plynný obr, který posloužil lodi Destiny jako odrazový můstek. Když Destiny přišla téměř o veškerou energii, opustila FTL v této planetární soustavě, a otřením o atmosféru tohoto plynného obra se nasměrovala k místní hvězdě, kde nabrala novou energii. V této soustavě se nacházejí ještě minimálně další tři planety. Jedna z nich je příliš teplá, druhá příliš studená, a na té třetí (SGU 105) je možné přežít, i když jsou teploty na povrchu vesměs pod nulou. |
|         | SGU-105         |                      | Planeta ve stejné planetární soustavě jako plynný obr SGU 104. Tato planeta je patrně jedinou v tomto systému, na které by mohl člověk přežít. I když zde teploty bývají většinou pod nulou, zamířila k ní skupina lidí z lodi Destiny, kteří zde měli dožít své životy. Nakonec se tak nestalo, protože Destiny získala novou energii z místní hvězdy. |
|         | SGU-106         | --                   | Ledový svět, na kterém se lidé z Destiny snažili získat nějakou pitnou vodu. Podmínky na planetě jsou velmi nehostinné, a bez skafandru zde nelze přežít. Většina vody byla navíc jedovatá, a hledání pitné bylo obtížné. Nakonec však byla voda nalezena, ale později se ukázalo, že se v ní nacházeli latentní formy bakterie, která nakazila celou posádku lodi, a málem všechny pozabíjela. Na tuto planetu byla přemístěna forma života, která se na Destiny dostala z pouštní planety (SGU 103), a na Destiny spotřebovávala značné množství vody.                                    |
|         | SGU-108         | --                   | Tropický pralesní svět obývaný nebezpečnými tvory, jejichž kousnutí obsahuje látky na léčbu nemoci z kontaminované vody z SGU-106. Dvakrát se zde posílalo KINO do minulosti jako zpráva Destiny, jak se mají zachovat. |
|         | SGU-110         | --                   | První planeta v této galaxii, kde se tým z lodě Destiny setkal s mimozemskou technologií. Bylo zde nalezeno menší plavidlo, které neodpovídalo žádné známé technologii. V okolí hvězdné brány se nacházela pouze poušť. Plukovník Young zde ve vzteku zanechal Dr. Rushe, který na něj předtím hodil vraždu člena posádky. Později se sem dostane tým složený ze Scotta, Eliho a Chloe ve snaze najít mapu Hvězdných bran v této galaxii. |
|         | SGU-111         |                      | Planeta obíhající pulsar a rostou zde fialové rostliny, lidé z Destiny sem poslali jenom KINO. |
| Eden    | SGU-113         |                      | Planeta, která byla pravděpodobně uměle vytvořena, stejně jako její mateřská hvězda, nějakou supervyspělou civilizací. Je podobně velká jako Země, se stejnými podmínkami. Byl zde nalezen přibližně 600 metrů vysoký obelisk s mimozemskými symboly, který v závěru návštěvy lidí z Destiny patrně odeslal signál do vesmíru. Na planetě se nachází pitná voda, flóra včetně ovoce podobnému kiwi. Nenachází se zde fauna. Planeta byla vytvořena až poté, co antické lodě v této galaxii rozmisťovali hvězdné brány. Tuto planetu pojmenoval dr. Caine potom co je tam Destiny zanechala. |
|         | SGU-114         |                      | Planeta na které byly nalezeny ruiny budov, stylem podobné starověkým. V podzemí žijí velcí pavouci. Eli, Scott, Chloe a Greer v těchto ruinách uvízli a nestihli se vrátit na Destiny. Eli, Scott a Chloe se z ní vydali na další planety, aby dostihli Destiny před dalším FTL skokem. Greer zůstal uvězněn v labyrintu a byl nalezen záchranným týmem, vyslaným z Destiny. |
|         | SGU-115A        |                      | Planeta která byla v okolí brány ukryta v mlze. Tým se zde setkal s obrovským živočichem, který byl podobný dinosaurovi. |
|         | SGU-115B        |                      | Planeta s marťansky červeným povrchem a krystalickými skulpturami, možná flórou. Terén je zde velmi rovný, a je vidět velmi daleko. Tým z Destiny, který se snažil zachránit Eliho, Scotta, Chloe a Greera se zde rozdělil na dva, aby lépe využili docházející čas. |
|         | SGU-115C        |                      | Pouštní svět se silnými písečnými bouřemi. |
|         | SGU-115D        |                      | Svět s toxickou atmosférou, kde zůstalo během průzkumu uvězněno jedno KINO. |
|         | SGU-115E        |                      | Svět s vegetací jehličnanů, pokrytý sněhem. |
|         | SGU-115F        |                      | Planeta na okraji galaxie, kde zůstali Eli, Chloe a Scott uvězněni poté, co Destiny opustila tuto galaxii. Tým zde zůstal, a když Destiny opětovně opustila FTL, byla planeta stále ještě v dosahu, a tým se mohl vrátit na loď. |

## Galaxie z konce 1. a celé 2. sérieStargate Universe
| Planety | Kódové označení | Adresa hvězdné brány | Poznámky |
| ------- | --------------- | -------------------- | --- |
|         | SGU-117A        |                      | Planeta odkud si tým, který tam byl na průzkumu, přinesl infekci mimozemských klíšťat, které vypouštějí do těla toxin způsobující halucinace. |
|         | SGU-117B        |                      | Svět, na který se na konci epizody chystali lidé z Destiny vyslat tým. |
|         | SGU-202         |                      | Na tuto planetu nebyl bránou přístup, proto se tým na planetu vypravil člunem, který se však poškodil silnými turbulencemi ve vrchní atmosféře a zřítil se. Při pádu byl smrtelně zraněn sgt. Riley. Později byla brána objevena a vykopána a tým mohl odejít. Později zde byla vysazena velká část vězněné Luciánské aliance.                                           |
|         | SGU-204         |                      | Plynný obr, který připomíná Jupiter má 3 měsíce a Eli jej ukázal přes komunikační kameny své matce. |
|         | SGU-205         |                      | Na tumto světě se vyskytuje nebezpečný organismus (něco mezi rostlinou a živočichem), tento organismus štípnul por. Scotta a infikoval ho (možná se takto organismus rozmnožuje), Scott byl později vyléčen. |
|         | SGU-208         |                      | Na tuto planetu uprchl člen Luciánské aliance Simeon kterého pronásledoval dr. Rush a bezpečnostní tým. Rush Simeona nakonec nalákal na místo, kam nahnal místní býložravou stádovitou zvěř a poté zraněného Simeona zastřelil. |
|         | SGU-211         |                      | Svět o kterém se plk. Telford zmínil jako o kolonii mimozemského druhu Ursini, kterou napadli Stroje. |
|         | SGU-216         |                      | Planeta kde žije šestinohá šelma která napadla tým a unesla T.J. a desátníka Reynoldse do svého doupěte. Ti se nakonec osvobodili díky tomu, že si šelma všimla jejich rozdělaného ohně a nechala je jít, nejspíše protože rozpoznala inteligentní bytosti. Potom sgt. Greer ulovil místního býložravce připomínající srnce a posádka Destiny si z něj udělala barbecue. |
|         | SGU-217         |                      | Planeta, kam Nované vyslali kolonisty když zjistili že se do soustsavy Novu blíží černá díra. Na tuto planetu zaútočily Stroje a tak zdejší obyvatelstvo evakuavala Destiny na cílový svět generačních lodí. |
| Novus   | SGU-218A        |                      | Novus je svět, kam lidé z expedice na lodi Destiny, náhodou přicestovali skrz červí díru zpátky v čase o 2000 let. Tito lidé žili na planetě Novus rozděleni na dva národy — Tenera a Futura. Kvůli neshodám někteří lidé odešli bránou na jiné planety se svou vlastní historií.                                                                                        |
|         | SGU-218B        |                      | Planeta, kam letí generační lodě a kam Destiny odvezla Lidi z planety "SGU-217". |
|         | SGU-219A        |                      | Plynný obr, u kterého se Destiny střetla se Stroji. |
|         | SGU-219B        |                      | Planeta na které počkala většina expedice na Destiny když se Destiny dobíjela v extrémně horké hvězdě třídy O. Lidé se zde setkali se Stroji ale vrátili se na Destiny dřív, než je Stroje mohly zničit. |
|         | SGU-220         |                      | Tato planeta je bez atmosféry a vydal se na ni tým ve skafandrech aby odtamtud přinesl surovinu potřebnou pro opravu poškozených stázových komor. |